# Estación de Tudela de Navarra
Estación de Tudela de Navarra vasútállomás Spanyolországban, Tudela településen.

## Vasútvonalak
Az állomást az alábbi vasútvonalak érintik:
- Castejón de Ebro–Alsasua-vasútvonal
- Bilbao–Casetas-vasútvonal

## Kapcsolódó állomások
A vasútállomáshoz az alábbi állomások vannak a legközelebb: